# Sybistroma maerens
Sybistroma maerens är en tvåvingeart som beskrevs av Friedrich Hermann Loew 1873. Sybistroma maerens ingår i släktet Sybistroma och familjen styltflugor. Inga underarter finns listade i Catalogue of Life.